# Drepanogynis karkloofensis
Drepanogynis karkloofensis är en fjärilsart som beskrevs av Louis Beethoven Prout 1935. Drepanogynis karkloofensis ingår i släktet Drepanogynis och familjen mätare. Inga underarter finns listade i Catalogue of Life.